# Frank Woitaschek
Frank Woitaschek (* 24. Juli 1960) ist ein deutscher Jurist. Er ist seit November 2019 Präsident des Hessischen Landesarbeitsgerichts.

## Leben und Wirken
Woitaschek studierte Rechtswissenschaften in Frankfurt am Main. Nach Abschluss seiner juristischen Ausbildung war er zunächst als Rechtsanwalt tätig. Im November 1995 wechselte er als Richter in die Arbeitsgerichtsbarkeit des Landes Hessen. Im November 2006 wurde er zum Vizepräsidenten und im April 2008 zum Präsidenten des Arbeitsgerichts Frankfurt am Main ernannt. Seit Juli 2013 war er Vizepräsident des Hessischen Landesarbeitsgerichts. Neben seiner beruflichen Tätigkeit in der Arbeitsgerichtsbarkeit ist er seit April 2015 Lehrbeauftragter an der Justus-Liebig-Universität Gießen. Seit dem 26. November 2019 ist Woitaschek Präsident des Hessischen Landesarbeitsgerichts.